# Frerea indica
Frerea indica là một loài thực vật có hoa trong họ La bố ma. Loài này được Dalzell mô tả khoa học đầu tiên năm 1865.

## Hình ảnh

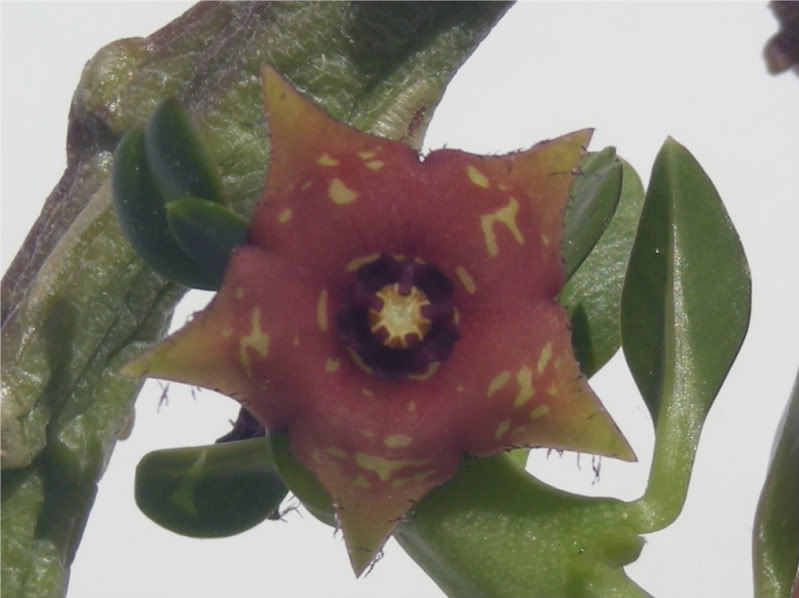